# Liste der Biografien/Wilc
Liste der Biografien |
Portal Biografien |
Personensuche
# |
A |
B |
C |
D |
E |
F |
G |
H |
I |
J |
K |
L |
M |
N |
O |
P |
Q |
R |
S |
T |
U |
V |
W |
X |
Y |
Z |
?
 
Wa |
Wc |
Wd |
We |
Wh |
Wi |
Wj |
Wl |
Wn |
Wo |
Wr |
Ws |
Wt |
Wu |
Ww |
Wy |
Wz
 
Wia |
Wib |
Wic |
Wid |
Wie |
Wif |
Wig |
Wih |
Wii |
Wij |
Wik |
Wil |
Wim |
Win |
Wio |
Wip |
Wir |
Wis |
Wit |
Wiv |
Wiw |
Wix |
Wiz
 
Wila |
Wilb |
Wilc |
Wild |
Wile |
Wilf |
Wilg |
Wilh |
Wili |
Wilj |
Wilk |
Will |
Wilm |
Wiln |
Wilo |
Wilp |
Wilr |
Wils |
Wilt |
Wilu |
Wilw |
Wily |
Wilz
Die Liste der Biografien führt alle Personen auf, die in der deutschsprachigen Wikipedia einen Artikel haben. Dieses ist eine Teilliste mit 134 Einträgen von Personen, deren Namen mit den Buchstaben „Wilc“ beginnt.

## Wilc

### Wilch
- Wilchar von Sens, Bischof von Mentana, von Sens und Erzbischof von Gallien
- Wilchard von Lyon († 1112), lateinischer Dichter
- Wilche, Cyriacus († 1667), deutscher Komponist des Barock
- Wilche, Julie Præst (* 1971), dänische Beamtin und Diplomatin
- Wilchek, Meir (* 1935), israelischer Biochemiker
- Wilcher, Phillip (* 1958), australischer Komponist und Pianist
- Wilches, Gustavo (* 1962), kolumbianischer Radrennfahrer
- Wilches, Juan (* 2002), kolumbianischer Leichtathlet
- Wilches, Juan Pablo (* 1982), kolumbianischer Straßenradrennfahrer
- Wilches, Pablo (* 1955), kolumbianischer Radrennfahrer
- Wilchins, Riki (* 1952), US-amerikanische Menschenrechtlerin

### Wilck
- Wilck, Gerhard (1898–1985), deutscher Befehlshaber im Zweiten Weltkrieg
- Wilcke, Alexandra (* 1968), deutsche Schauspielerin, Synchronsprecherin und SängerinAlexandra Wilcke (* 1968)

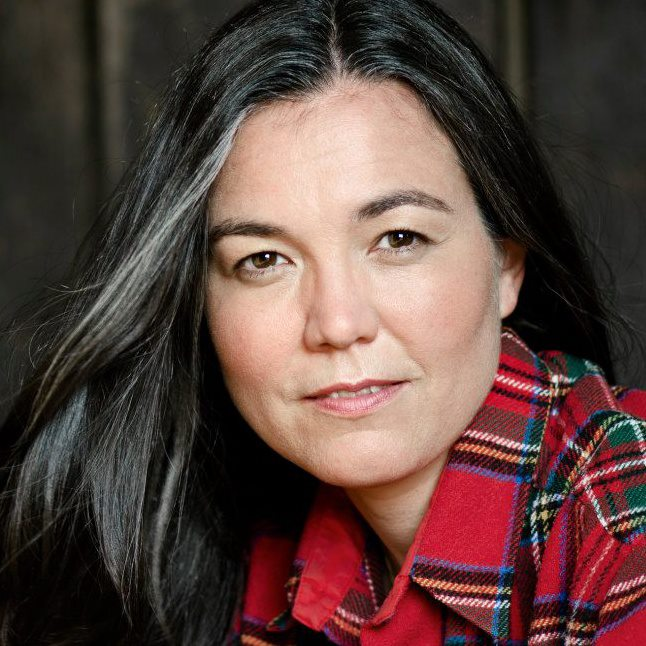
Alexandra Wilcke (* 1968)

- Wilcke, Andreas, deutscher Schauspieler, Filmregisseur und Drehbuchautor
- Wilcke, Birger Rostrup (1923–1993), dänischer Jurist
- Wilcke, Claus (* 1938), deutscher Altorientalist
- Wilcke, Claus (* 1939), deutscher Schauspieler und SynchronsprecherClaus Wilcke (* 1939)

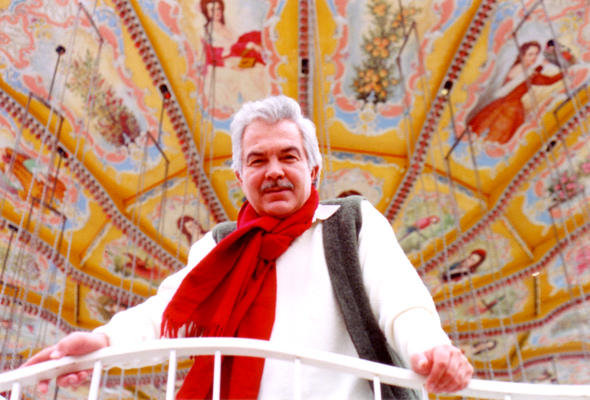
Claus Wilcke (* 1939)

- Wilcke, Ernst Ludwig von (1653–1725), kurhessischer Generalleutnant, kurfürstlich sächsischer und königlich polnischer General der Infanterie
- Wilcke, Ferdinand (1800–1861), deutscher Autor und Pfarrer
- Wilcke, Georg Leberecht von (1699–1761), sächsischer Jurist und Hofrat
- Wilcke, Gerhard (1903–1977), deutscher Apotheker, Musikwissenschaftler und Komponist
- Wilcke, Gerhard (1907–1986), deutscher Rechtsanwalt und Manager
- Wilcke, Henning (1907–2002), deutscher Generalmajor der Luftwaffe der Bundeswehr
- Wilcke, Johan Carl (1732–1796), deutsch-schwedischer Physiker
- Wilcke, Samuel Gustav (1736–1790), schwedisch-pommerscher Botaniker, Entomologe und Theologe
- Wilcke, Wilhelm (1885–1979), deutscher Maler
- Wilcke, Wolf-Dietrich (1913–1944), deutscher Major und Jagdflieger
- Wilcken, Carl Heinrich (1831–1915), preußischer Unteroffizier, Müller, Mormone
- Wilcken, Dagmar von (* 1958), deutsche Ausstellungsgestalterin
- Wilcken, Gerhard (1917–2011), deutscher Architekt und Bauingenieur
- Wilcken, Hermann Adolph (1730–1801), deutscher Jurist, Syndicus der Hansestadt Lübeck
- Wilcken, Justus (* 1989), deutscher Schauspieler, Opernsänger und Komponist
- Wilcken, Peter (1742–1819), Lübecker Kaufmann und Ratsherr
- Wilcken, Rosemarie (* 1947), deutsche Ärztin und Politikerin (SPD)Rosemarie Wilcken (* 1947)

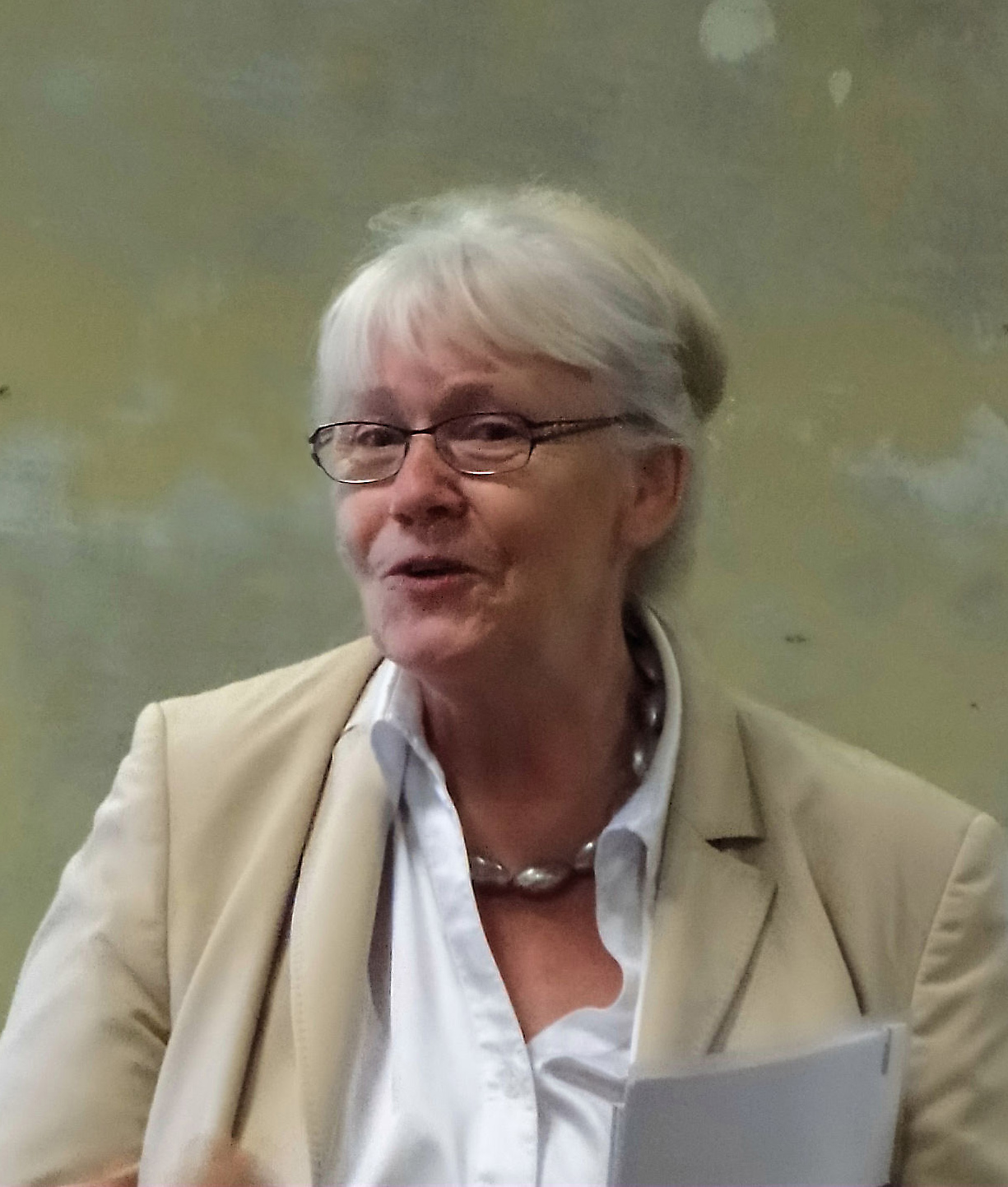
Rosemarie Wilcken (* 1947)

- Wilcken, Ulrich (1862–1944), deutscher Althistoriker und Papyrologe
- Wilcken, Victor von (* 1948), deutscher General
- Wilckens, Arnold (1691–1730), deutscher Jurist und Hamburger Ratsherr
- Wilckens, August (1870–1939), deutscher Maler und Restaurator
- Wilckens, Carl, kurhannoverscher Offizier, Ingenieur und Kartograf
- Wilckens, Friedrich (1899–1986), österreichischer Komponist und Pianist
- Wilckens, Fritz (1861–1913), deutscher Herrschaftsbesitzer und Politiker, MdR
- Wilckens, Hans-Adolf (1902–1988), deutscher Oberlandforstmeister
- Wilckens, Heinrich (1892–1956), deutscher Politiker (SPD), MdL
- Wilckens, Johann (1906–1957), deutscher Politiker (SRP), MdBB
- Wilckens, Johann Peter (1776–1857), deutscher Jurist
- Wilckens, Karl (1851–1914), deutscher Politiker, Heidelberger Oberbürgermeister (1885–1913)
- Wilckens, Kurt Gustav (1886–1923), deutscher Gewerkschafter und Anarchist
- Wilckens, Leonie von (1921–1997), deutsche Kunsthistorikerin
- Wilckens, Marie Luise (1908–2001), deutsche Bildhauerin
- Wilckens, Martin (1834–1897), deutscher Tierzuchtwissenschaftler
- Wilckens, Martin Heinrich (1834–1882), deutscher Jurist und Politiker
- Wilckens, Matthäus Arnold (1704–1759), deutscher Jurist und Dichter
- Wilckens, Nicolaus (1649–1725), Hamburger Ratsherr
- Wilckens, Nicolaus (1676–1724), deutscher Jurist und Archivar
- Wilckens, Otto (1876–1943), deutscher Geologe und Paläontologe
- Wilckens, Rudolf (1884–1936), deutscher Paläontologe und Geologe
- Wilckens, Ulrich (1928–2021), deutscher evangelischer Neutestamentler und Bischof in der Nordelbischen Evangelischen Kirche
- Wilckinghoff, Ernst (1885–1969), deutscher Landschafts-, Porträt- und Stilllebenmaler der Düsseldorfer Schule

### Wilco
- Wilcock, David (* 1973), US-amerikanischer Sprecher, Autor und Filmemacher
- Wilcock, Dennis (* 1950), britischer Rocksänger
- Wilcock, J. Rodolfo (1919–1978), argentinischer Schriftsteller, Dichter, Literaturkritiker, Übersetzer und Bauingenieur
- Wilcock, Ken (* 1934), britischer Sprinter
- Wilcox, Alex (* 1973), US-amerikanischer Pornodarsteller
- Wilcox, Cadmus M. (1824–1890), US-amerikanischer Offizier, konföderierter Generalmajor im Sezessionskrieg
- Wilcox, Chris (* 1982), US-amerikanischer Basketballspieler
- Wilcox, Collin (1935–2009), US-amerikanische Filmschauspielerin
- Wilcox, Corey, US-amerikanischer Jazzmusiker (Posaune)
- Wilcox, Dave (1942–2023), US-amerikanischer American-Football-Spieler
- Wilcox, Debbie (* 1957), britische Politikerin
- Wilcox, Dora (1873–1953), neuseeland-gebürtige, australische Schriftstellerin, Dichterin und Autor von Theaterstücken
- Wilcox, Eddie (1907–1968), US-amerikanischer Jazzpianist und Arrangeur
- Wilcox, Edward (1751–1838), US-amerikanischer Politiker
- Wilcox, Frank (1907–1974), US-amerikanischer Schauspieler
- Wilcox, Fred M. (1907–1964), US-amerikanischer Filmregisseur
- Wilcox, Herbert (1892–1977), britischer Filmproduzent und -regisseur
- Wilcox, Howard (1889–1923), US-amerikanischer Autorennfahrer
- Wilcox, J. Mark (1890–1956), US-amerikanischer Politiker
- Wilcox, James D., US-amerikanischer Filmeditor und Regisseur
- Wilcox, Jason (* 1971), englischer Fußballspieler
- Wilcox, Jeduthun (1768–1838), US-amerikanischer Politiker
- Wilcox, Jennifer (* 1974), US-amerikanische Chemieingenieurin und Hochschullehrerin
- Wilcox, John (1913–1979), britischer Kameramann
- Wilcox, John Allen (1819–1864), US-amerikanischer Politiker
- Wilcox, John W. Jr. (1882–1942), Admiral der United States Navy
- Wilcox, Judith, Baroness Wilcox (* 1939), britische Life Peeress und Politikerin
- Wilcox, Lael (* 1986), US-amerikanische Radmarathon-Fahrerin
- Wilcox, Larry (* 1947), US-amerikanischer SchauspielerLarry Wilcox (* 1947)

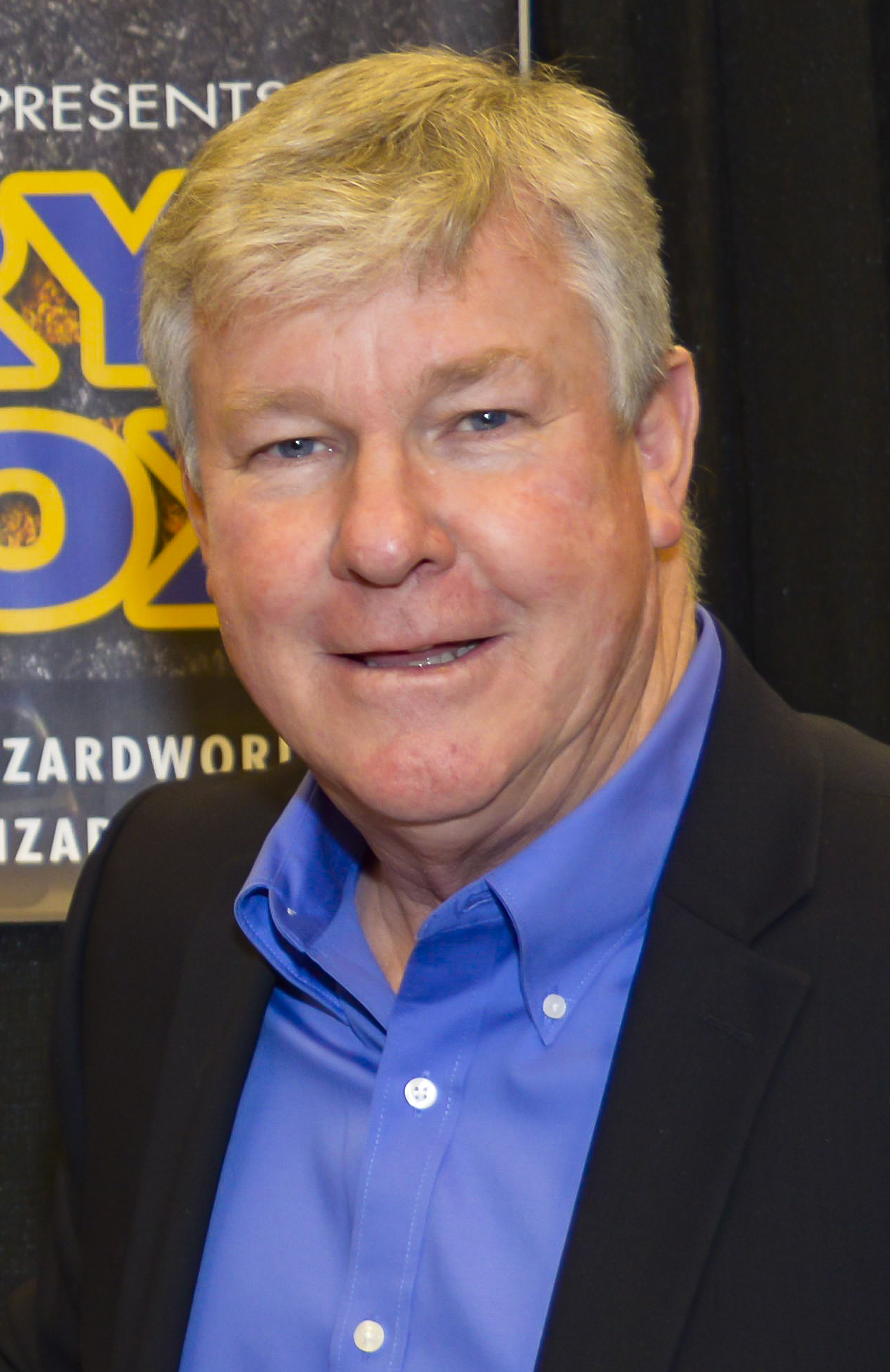
Larry Wilcox (* 1947)

- Wilcox, Leonard (1799–1850), US-amerikanischer Politiker
- Wilcox, Lisa (* 1964), US-amerikanische Schauspielerin und Designerin
- Wilcox, Lisa (* 1966), US-amerikanische Dressurreiterin
- Wilcox, Margaret A. (1838–1912), US-amerikanische Maschinenbauingenieurin und Erfinderin
- Wilcox, Robert William (1855–1903), US-amerikanischer Politiker
- Wilcox, Roy C. (1891–1975), US-amerikanischer Politiker
- Wilcox, Sophie (* 1975), britische Schauspielerin
- Wilcox, Stephen (1830–1893), US-amerikanischer Erfinder des Wasserrohrkessels
- Wilcox, Walter (1869–1949), früher Erforscher der kanadischen Rocky Mountains, insbesondere der Region um den Lake Louise
- Wilcoxon, Frank (1892–1965), US-amerikanischer Chemiker und Statistiker
- Wilcoxon, Henry (1905–1984), britischer Schauspieler und Filmproduzent
- Wilcoxson, Jade (* 1978), US-amerikanische Radrennfahrerin

### Wilcu
- Wilcutt, Terrence W. (* 1949), US-amerikanischer Astronaut

### Wilcz
- Wilczak, Tadeusz (1908–1956), polnischer Dirigent
- Wilczeck, Hermann von (1836–1901), preußischer General der Infanterie
- Wilczek, Aurelie (1845–1927), Sängerin und Gesangspädagogin
- Wilczek, Ernest (1867–1948), Schweizer Botaniker und Geobotaniker
- Wilczek, Erwin (1940–2021), polnischer Fußballspieler
- Wilczek, Frank (* 1951), US-amerikanischer Physiker und Nobelpreisträger für Physik 2004
- Wilczek, Friedrich von (1790–1861), österreichischer Beamter und Politiker
- Wilczek, Georgina von (1921–1989), durch Heirat Fürstin von und zu LiechtensteinGeorgina von Wilczek (1921–1989)

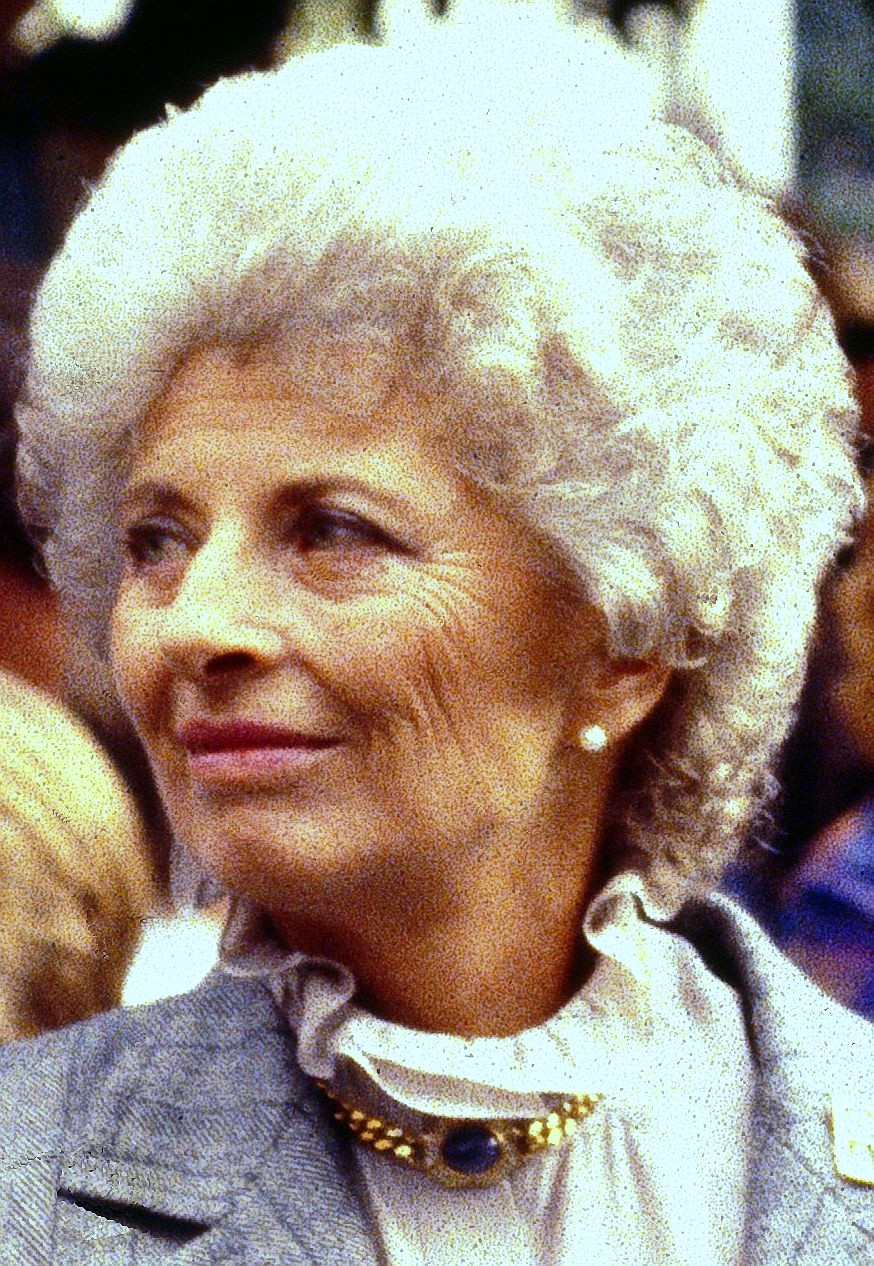
Georgina von Wilczek (1921–1989)

- Wilczek, Gerhard (1923–2003), deutscher Politiker, Karnevalist und Hobbyhistoriker
- Wilczek, Heinrich Wilhelm von (1665–1739), kaiserlicher General, Politiker und Diplomat
- Wilczek, Johann Josef von (1738–1819), österreichischer Diplomat
- Wilczek, Johann Nepomuk (1837–1922), österreichischer Polarforscher und Kunstmäzen
- Wilczek, Joseph Balthasar von (1710–1787), kaiserlicher Kämmerer, Feldzeugmeister und Oberst-Kriegskommissar
- Wilczek, Kamil (* 1988), polnischer Fußballspieler
- Wilczek, Mieczysław (1932–2014), polnischer Politiker, Unternehmer und Wirtschaftsmanager
- Wilczek, Natalie (* 2000), deutsche Volleyballspielerin
- Wilczek, Rafael (* 1981), deutscher Basketballspieler
- Wilczek, Raphael (* 1951), deutscher Schauspieler und Hörspielsprecher
- Wilczek, Rudolf (1903–1984), belgischer Botaniker polnischer Abstammung
- Wilczek, Rudolf (* 1911), deutscher Fußballspieler
- Wilczek, Thomas (* 1974), deutsch-polnischer Eishockeyspieler
- Wilczewski, David (1952–2009), US-amerikanischer Fusionmusiker
- Wilczewski, Mateusz (* 1997), polnisch-britischer E-Sportler
- Wilczewski, Mieczysław (1932–1993), polnischer Radrennfahrer
- Wilczewski, Norbert (* 1938), deutscher Geologe und Paläontologe
- Wilczewski, Piotr (* 1978), polnischer Boxportler
- Wilczok, Ernst (1922–1988), deutscher Politiker (SPD), MdL
- Wilczyńska, Stefania (* 1886), polnisch-jüdische Lehrerin und ErzieherinStefania Wilczyńska (* 1886)

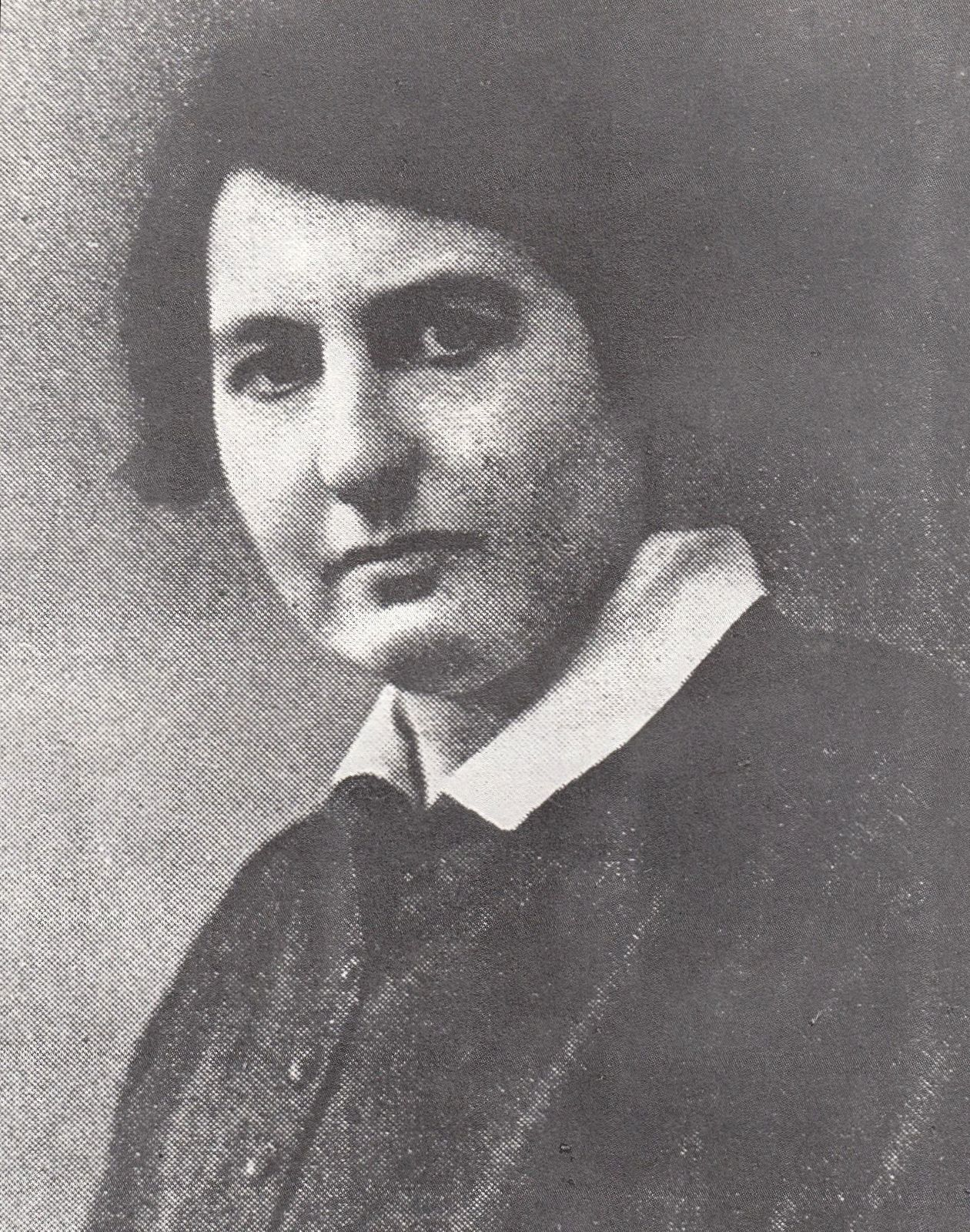
Stefania Wilczyńska (* 1886)

- Wilczynski, Ernest J. (1876–1932), US-amerikanischer Mathematiker
- Wilczynski, Karl (1884–1959), deutscher Schriftsteller und Journalist
- Wilczynski, Katerina (1894–1978), deutsche Malerin, Grafikerin und Illustratorin
- Wilczynski, Konrad (* 1982), österreichischer Handballspieler und -funktionär
- Wilczynski, Peter (* 1958), deutscher Schauspieler, Hörspielsprecher und Theaterregisseur
- Wilczyński, Stanisław (1900–1982), polnischer Skilangläufer